# Paul Badde

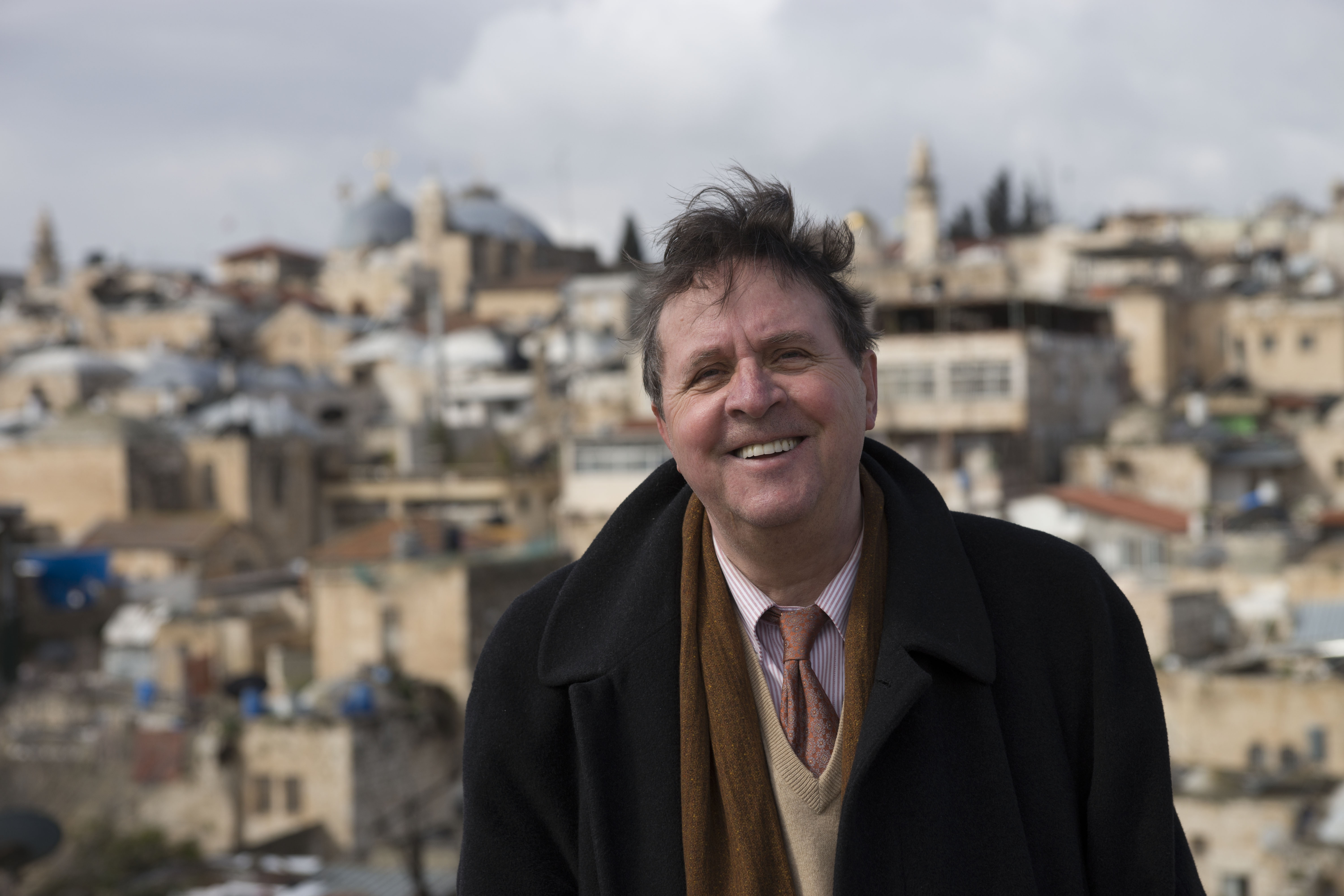
Paul Badde (2014 in Jerusalem)

Paul Badde (* 10. März 1948 in Schaag) ist ein deutscher Sachbuchautor, Journalist und Filmemacher.

## Journalistische Tätigkeit
Paul Badde studierte, nach dem Besuch eines Humanistischen Gymnasiums, Philosophie und Soziologie an der Albert-Ludwigs-Universität Freiburg und an der Universität Frankfurt am Main Kunstgeschichte, Geschichte und Politik. Zwischen dem Ersten und Zweiten Staatsexamen war er ab März 1979 Redakteur und Ressortleiter bei der Satirezeitschrift pardon, dem sich ein dreijähriger Schuldienst als Lehrer an der Schillerschule in Frankfurt-Sachsenhausen und die freie Mitarbeit bei der Frankfurter Allgemeinen Zeitung, der Zeit, der Welt und der Neuen Zürcher Zeitung anschloss. Seit Februar 1988 war er Reporter und Redakteur des FAZ-Magazins mit Sitz in München. Von 2000 bis 2013 arbeitete er als Korrespondent der Welt, zuerst in Jerusalem, dann in Rom und beim Vatikan.
Von Anfang 2007 bis Juni 2022 war Badde Mitherausgeber der Monatszeitschrift Vatican Magazin. Seit 2008 ist er Vorsitzender der Fatima-Aktion, deren Kernziel die Verbreitung der Botschaft von Fátima ist und die Hilfeprojekte u. a. für verfolgte Christen und Kinder in Südamerika unterstützt. Er ist zudem Mitarbeiter der Nachrichten-Agentur CNA Deutsch, schreibt für kath.net und ist seit 2013 auch Autor und Korrespondent des Fernsehsenders EWTN Deutschland.

## Werke
- Jerusalem, Jerusalem, 1997.
- Die himmlische Stadt. Der abendländische Traum von der gerechten Gesellschaft, 1999.
- Jossel Rakovers Wendung zu Gott, 2004, von Zvi Kolitz, Herausgabe und Übersetzung.
- Maria von Guadalupe: Wie das Erscheinen der Jungfrau Maria Weltgeschichte schrieb, 2004, Ullstein.
- Heiliges Land: Auf dem Königsweg aller Pilgerreisen, 2010, Gütersloher Verlagshaus.
- Das göttliche Gesicht. Auf der Suche nach dem wahren Antlitz Jesu, 2005, erweiterten Fassung Das Muschelseidentuch, 2011, Ullstein.
- Raphaël, 2013, Herbig.
- Das Grabtuch von Turin oder das Geheimnis der heiligen Bilder, 2014, Pattloch; 2015 erweitert als Sudarium et Vestes, Wolff.
- Von Angesicht zu Angesicht: Das Antlitz Gottes in Manoppello, 2017, Christiana.
- Papst Benedikt XVI: Seine Papstjahre aus nächster Nähe, 2018, Herbig.
- Jerusalem, Hauptstadt der Welt in Tagen des Zorns, 2018, Fe-Medien.
- Die Lukas-Ikone. Roms verborgenes Weltwunder. Christiana Verlag, 2024.